# Rapocin
Rapocin – opuszczona wieś w Polsce, w województwie dolnośląskim, w powiecie głogowskim, w gminie Głogów. Miejscowość została zniesiona 1 stycznia 2013.
W latach 1975–1998 miejscowość należała administracyjnie do województwa legnickiego.

## Nazwa
W 1295 w kronice łacińskiej Liber fundationis episcopatus Vratislaviensis (pol."Księdze uposażeń biskupstwa wrocławskiego") miejscowość wymieniona jest w zlatynizowanej formie Rapoczin.

## Historia
Ze względu na duże skażenie terenu przez Hutę Głogów w 1987 roku mieszkańcy wioski zostali wysiedleni, a budynki rozebrane.

## Zabytki
Do wojewódzkiego rejestru zabytków wpisane są obiekty:
- kościół par. pw. św. Wawrzyńca, z XIV-XV w., przebudowywany w k. XIX w., i w 1958 r.
- cmentarz przy kościele, z XIV-XVI w.
- kaplica-mauzoleum, z 1791 r.
- ogrodzenie (mur), z XVI w.
- spichrz folwarczny, z XIX w.